# Vihone
Vihone, anche Wiho o Wicho (Frisia, 772 circa – Osnabrück, 20 aprile 804 o 805), fu il primo vescovo del vescovado di Osnabrück, nella Bassa Sassonia, appena creato da Carlo Magno.

## Biografia
Della sua vita si sa ben poco e anche sulle date di nascita e di morte sussistono delle incertezze. Nativo della Frisia, oggi nei Paesi Bassi, ricevette la sua formazione a Utrecht e fu nominato vescovo di Osnabrück da Carlo Magno. Durante il suo vescovado avvenne la fondazione a Osnabrück di una delle più antiche scuole superiori tedesche, il Gymnasium Carolinum.

## Culto
San Vione di Osnabruck è ricordato nel Martirologio Romano il giorno 20 aprile: «A Osnabrück in Sassonia, nell'odierna Germania, san Vione, vescovo, che, nato in Frisia, fu mandato da Carlo Magno come primo abate di questo luogo ad annunciare il Vangelo e, divenuto poi vescovo della Chiesa di Osnabrück, patì molto per Cristo».